# Ramón Ferreyros
Ramón Ferreyros Pomar, né le 27 décembre 1963 à Lima, est un pilote de rallyes péruvien.

## Biographie
Ce pilote automobile, très cosmopolite, a construit sa carrière en rallyes sur plus de 20 ans, de 1985 (aux États-Unis) à 2007 (au Chili).
En 1987 et 1988, il participe aux divers championnats organisés dans les deux îles britanniques.
De fin 1988 à début 1990, il participe au championnat de Belgique.
De 1990 à 1993, il participe ensuite à plusieurs épreuves de l'ERC, remportant 5 fois le groupe N et 1 fois la classe 4.
De 1998 à 2003, il participe alors à plusieurs épreuves du WRC, essentiellement en 2000 et 2002 (Groupe N, puis P-WRC).
Depuis 2005, il est devenu l'époux de l'astrologue péruvienne Josie Diez Canseco de la Guerra.
En 2013 il participe au championnat d'Espagne des rallyes Terre, remportant une victoire (Comarca del Jiloca).

## Palmarès (au 30/11/2013)

### Titres
- 1er Champion d'Amérique du Sud des Rallyes (CODASUR): 2004 (copilote l'argentin Rubén García, sur Subaru Impreza STI N4, du Gr.A8;
- Champion du Pérou des Rallyes: 1995, et 2001 (copilote Gonzalo Sainz, sur Toyota Celica GT4);
- Champion d'Europe des Rallyes, groupe N: 1991;
- Champion du Chili des Rallyes, groupe N: 2006;
- Champion du Chili des Rallyes, catégorie N3: 2007;
  - Vice-champion du Chili des rallyes: 2006;
  - Vice-champion du Pérou des rallyes: 1996;
  - 3e du championnat du monde des voitures de production, P-WRC: 2002;
  - 6e du championnat du monde des voitures du groupe N: 2000;
  - 6e du championnat d'Europe des rallye: 1993.

### Victoires (dont en rallyes: dix-neuf au Pérou, douze au Chili, deux aux États-Unis, une au Mexique, une au Brésil, et une en Équateur)
Les principales:
- Rallye Rallye Chemins de l'Inca: 1997 (copilote son compatriote Gonzalo Sáenz, sur Peugeot 306) ;
- Rallye du Mexique: 2001, à Mexico.

Mais également : 
- Rallye Las Vegas (1985, États-Unis) ;
- Rallye Gold Rush (1985, Colorado, États-Unis) ;
- Rallye Lima-Canta-Lima (1994, Pérou) ;
- Rallye Tambopata (Huancayo; 1994, Pérou) ;
- 6 Heures du Pérou (1994, 1er de classe; 2e au général) ;
- Rallye Lima-Pucallpa-Lima (1995, Pérou) ;
- Rallye Valle Sagrado Cusco (1995, Pérou) ;
- Grand-Premio Arequipa (1995, Pérou) ;
- Rallye Lima-Canta-Lima (1995, Pérou) ;
- 6 Heures du Pérou (1995, 1er de classe; 4e au général) ;
- Rallye de La Corogne (1997, 1er de classe (ch. espagnol)) ;
- Rallye Apertura (1997, Pérou) ;
- Rallye Sur Chico (1997, Pérou) ;
- Grand-Premio Presidente de la Republica (1998, Pérou) ;
- Rallye Nacam (1998, Pérou) ;
- Rallye Chincha (1998, Pérou) ;
- Rallye Huaral (1998, Pérou) ;
- Grand-Premio Arequipa (1998, Pérou) ;
- Rallye RAC de Grande-Bretagne (1999, WRC groupe N) ;
- Rallye Integración (2001, Équateur) ;
- Rallye Ciudad de Arequipa (2001, Pérou) ;
- Rallye del Cusco (2001, Pérou) ;
- Rallye Nocturno (2001, Pérou) ;
- Rallye Puesta al Sol (2001, Pérou) ;
- Rallye d'Argentine (2002, P-WRC) ;
- Rallye de Corse (2002, p-WRC) ;
- Rallye de Santiago (2004, Chili) ;
- Rallye de Cochabamba (2004, Chili) ;
- Rallye de Erechim (2004, Chili) ;
- Rallye Huancayo (2005, Pérou) ;
- Rallye Bento Goncalves (2005, Brésil) ;
- Rallye Viña (2006, Chili) ;
- Rallye Santiago  (2006, Chili) ;
- Rallye Pucon   (2006, Chili) ;
- Rallye Antofagasta  (2006, Chili) ;
- Rallye Osorno  (2006, Chili) ;
- Rallye Coyhaique (2006, Chili) ;
- Rally Antofagasta (2007, Chili) ;
- Rallye Valdivia (2007, Chili) ;
- Rallye Concepción  (2007, Chili) ; 
  - 2e du rallye Vino de Madeira (1993; ch. d'Europe) (5e en 1992) ;
  - 3e des 24 heures d´Ypres (1993; ch. d'Europe) ;
  - 3e des boucles de Spa (1993; ch. d'Europe).

## Récompenses
- Pilote interaméricain de l'année: prix attribué en 2005, pour sa saison 2004.